# ウラジーミル・イーゴレヴィチ
ウラジーミル・イーゴレヴィチ（ロシア語: Владимир Игоревич、1170年10月8日 - 1211年以降）は、ノヴゴロド・セヴェルスキー公イーゴリと妻エフロシニヤとの間の子である。プチヴリ公：1185年以前 - 1198年、ノヴゴロド・セヴェルスキー公：1198年 - 1206年、ガーリチ公：1206年 - 1208年、1210年 - 1211年。聖名ピョートル。

## 生涯
1185年、まだ未成年であったウラジーミルは、父イーゴリの率いるポロヴェツ族への遠征（『イーゴリ軍記』に語られるポロヴェツ族への遠征）に参加し、父イーゴリ、叔父フセヴォロド・スヴャトスラヴィチらと共に捕虜となった。父イーゴリが捕虜の身から脱してルーシへ帰還した１年後もしくは2年後に、ウラジーミルもまたルーシに帰還したが、この時には既に、ポロヴェツ族のハン・コンチャークの娘であり、ウラジーミルの看守の役を担っていたスヴォボダという女性と結婚し、イジャスラフという息子が生まれていた。
1206年、兄弟のロマンと共にガーリチ公国へと向かい、同地の公位に就いた。しかし1208年ごろにはロマンと不和となり、ウラジーミルはプチヴリへと去った。ただし程なくして、ガーリチの貴族層（ボヤーレ）が、ウラジーミルに公位への復帰を請願したため、再びガーリチへと戻った。
一方、ガーリチの貴族層が自分たちへの庇護を求め、ハンガリー王国に接近しようという動きを見せると、ウラジーミル、また兄弟のロマンは、自分たち兄弟に反発する貴族層への圧迫を強めた。これに対しボヤーレは、ハンガリー王アンドラーシュ2世をはじめ、ポーランド公、ヴォルィーニ公ら周辺の権力者に援助を求めた。1211年、ガーリチの貴族らはハンガリー・ポーランド軍と共にガーリチ公国領の都市・ズヴェニゴロドとペレムィシュリを占領した。ウラジーミル、ロマン、兄弟のスヴャトスラフ(ru)らは捕虜となり、後に絞首刑に処された。ウラジーミルの子のイジャスラフはポロヴェツ族の援助を受けて抗戦したが、リュタ川、ネズダ川での会戦で敗れた。

## 妻子
妻はポロヴェツ族長コンチャークの娘・スヴォボダ（1185年結婚）。1186年生まれとされる子としてイジャスラフという人物がおり、このイジャスラフと、1235年にキエフ大公位に就いたイジャスラフとの同一性に関して諸説ある。また、1211年にハンガリー王アンドラーシュ2世への使者となったフセヴォロドという名の子が記録されている。